# یواس‌اس بویزی (اس‌اس‌ان-۷۶۴)
یواس‌اس بویزی (اس‌اس‌ان-۷۶۴) (به انگلیسی: USS Boise (SSN-764)) یک زیردریایی است که طول آن ۱۱۰٫۳ متر (۳۶۱ فوت ۱۱ اینچ) می‌باشد. این زیردریایی در سال ۱۹۹۱ ساخته شد.